# Pocket Rocket
Pocket Rocket war eine fünfköpfige Pop-Rock-Band aus St. Pölten, die 2003 gegründet wurde und 2013 ihr letztes Album veröffentlichte.

## Geschichte
2003 gründeten Kurt Schenk, Simon Höllerschmid, Clemens Helm und Richard Schoergmayer die Band Pocket Rocket. Zwei Jahre später nahm sie ihr erstes Album Behave in den Fast Forward Studios Wien auf. Produzenten waren Marcus Smaller und Gerhard Velusig. Das zweite Album Desaster Spreads So Much Faster erschien 2008 bei Pate Records. Es folgten Tourneen in Österreich, Italien, Deutschland und Holland.
Im Jahr 2009 unternahm die Band eine sechswöchige durch die USA. Nach über 30 Shows in neun Bundesstaaten ging es wieder zurück ins Studio, um das nächste Album zu produzieren. Dieses Album mit dem Titel A No Win Situation wurde 2010 von den Produzenten Zack Odom und Kenneth Mount in Atlanta gemischt und kam 2011 auf dem eigens gegründeten Label Stellar Records auf den Markt. Promotet wurde das Album mit einer Österreich-Tour mit Shows am Nova Rock und Donauinselfest auf der VIVA-ATV-Bühne. 2012 verließen Bassist Daniel Rötzer und Schlagzeuger Lukas Rausch die Band. 2013 erschien bei Pate Records mit Goodbye Suburbia das letzte Album der Band.

## Diskografie
EPs
- 2004: Still So many things to see
- 2016: 1/2/3/4 (Streaming only)

Alben
- 2005: Behave (Record Pool)
- 2008: Desaster spreads so much faster (Pate Records)
- 2011: A no win situation (Stellar Records)
- 2013: Goodbye Suburbia (Pate Records)

Singles
- 2023: Best Friends feat. Hailey Schenk (Streaming only)